# Askims tingslag
Askims tingslag var mellan 1824 och 1887 ett tingslag i Göteborgs och Bohus län, från 1870 i Askims, Hisings och Sävedals domsaga. Tingsplatsen var i Kärra.
Tingslaget omfattade Askims härad. 
Tingslaget bildades 1824 ur det med Östra Hisings härad gemensamma tingslaget Askims och Östra Hisings tingslag. Det uppgick 1888 i Askims, Hisings och Sävedals tingslag.